# Karla Crome
Karla Crome (* 22. Juni 1988 in Borehamwood, England) ist eine britische Schauspielerin. Bekannt ist sie durch ihre Rollen in verschiedenen britischen Fernsehserien, wie Hit & Miss (2011) und Misfits (2012–2013).

## Leben und Karriere
Karla Crome wurde im Juni 1988 in Borehamwood nahe der britischen Hauptstadt London geboren. Sie schloss die Italia Conti Academy of Theatre Arts in London mit einem Bachelor of Arts ab. Ihr Schauspieldebüt gab sie 2009 im Fernsehfilm Dog Endz, ehe sie ein Jahr später einen Gastauftritt in der langlebigen Krankenhausserie Casualty absolvierte. Eine erste größere Rolle übernahm sie 2012 an der Seite von Chloë Sevigny in allen sechs Episoden der Dramaserie Hit & Miss. In der Serie über die transidente Auftragskillerin Mia, die ihre Arbeit mit dem neuerlichen Familienleben unter einen Hut bringen muss, porträtierte Crome Mias Pflegetochter Riley.
Noch im gleichen Jahr war sie in drei Episoden von Dr. Monroe zu sehen und wurde für die Hauptrolle der Jess in der Dramedy-Serie Misfits gecastet. Diese Rolle spielte sie bis zum Serienende im November 2013 in allen 16 Episoden der vierten und fünften Staffel und brachte ihr auch internationale Bekanntheit ein. Anfang 2013 übernahm sie in der Mystery-Miniserie Lightfields, über drei Familien, die im selben Haus in drei unterschiedlichen Zeiten wohnen, die Hauptrolle der Clare Mullen, der Tochter von Lucy Cohu. Etwa zur selben Zeit wurde bei BBC One die zweite Staffel der Dramaserie Prisoners’ Wives ausgestrahlt, in der Crome als Aisling eine der Frauen porträtierte, die damit zu kämpfen haben, dass ihre Männer im Gefängnis sitzen.
In der zweiten Staffel der CBS-Science-Fiction-Serie Under the Dome, die auf dem im Original gleichnamigen Roman Die Arena von Stephen King basiert, übernahm sie die Hauptrolle der Rebecca Pine.

## Filmografie (Auswahl)
- 2009: Dog Endz (Fernsehfilm)
- 2010: Casualty (Episode 24x33)
- 2012: Hit & Miss (Episoden 1x01–1x06)
- 2012: Dr. Monroe (Monroe, 3 Episoden)
- 2012–2013: Misfits (Episoden 4x01–5x08)
- 2013: Lightfields (Miniserie, Episode 1x01–1x05)
- 2013: Prisoners’ Wives (Episoden 2x01–2x04)
- 2014: Under the Dome (Episoden 2x01–2x13)
- 2015: You, Me and the Apocalypse (5 Episoden)
- 2016: The Level (Episoden 1x01–1x06)
- 2018: Vita & Virginia
- 2019: Nobody’s Darling (Kurzfilm)
- 2019: The Victim (Miniserie, Episode 1x01–1x054)
- 2019–2023: Carnival Row (Fernsehserie)
- 2025: Toxic Town (Fernsehserie)